# Chase-Newark
Chase-Newark was een kort bestaand warenhuis in het hogere middensegment, gevestigd in Newark, New Jersey. Gedurende de drie jaar dat het bedrijf bestond, exploiteerde het ook twee winkels in de buitenwijken.

## Geschiedenis
Chase-Newark werd begin 1964 opgericht toen David Chase de warenhuizen Kresge-Newark kocht van de Kresge Foundation en vijf verdiepingen van de locatie in het centrum van Newark terughuurde. Toen Sebastian Kresge (de oprichter van Kresge-Newark) overleed, werd er een stichting opgericht om de winkels die zijn naam droegen te runnen. David Chase had de naam Kresge kunnen gebruiken, maar hij gaf de winkels de naam Chase-Newark. Hij wilde de winkels namelijk net als Kresge chiquer maken in vergelijking met Bamberger's, maar ook trendyer en modebewuster dan Kresge-Newark.
Naar verluidt heeft David Chase bijna $ 1 miljoen uitgegeven aan de renovatie van de vlaggenschipwinkel in het centrum van Newark, zodat het aan zijn visie voldoet. Chase-Newark gebruikte 5 verkoopverdiepingen van het vlaggenschipgebouw, minder dan de 8 verdiepingen die Kresge voorheen gebruikte. Het bedrijf Western Electric Company, dat de twee bovenste verdiepingen van Kresge huurde, huurde nu de bovenste vijf verdiepingen van Chase om deze als hoofdkantoor te gebruiken. Net als Kresge zette Chase-Newark de traditie voort om ononderbroken etalages te hebben langs de zijden van het vlaggenschip, Broad Street, Raymond Boulevard en Halsey Street .
Het Chase-tijdperk duurde niet lang. Begin 1967 werd aangekondigd dat Chase zou stoppen met bestaan en dat vier verkoopverdiepingen van de vlaggenschiplocatie werden verhuurd aan de keten Two Guys.